# Rezerwat przyrody Oszast
Rezerwat przyrody Oszast – leśny rezerwat przyrody w Beskidzie Żywieckim, położony na terenie wsi Soblówka w gminie Ujsoły, przy granicy Polski ze Słowacją, na zboczach szczytu Oszus. Utworzony został w celu ochrony bukowo-świerkowego lasu, stanowiącego fragment pierwotnej Puszczy Karpackiej. Leży na terenie Żywieckiego Parku Krajobrazowego.
Rezerwat, powołany w 1971 roku na powierzchni 48,82 ha, jako rezerwat częściowy, od 1998 roku jest rezerwatem ścisłym. Obecnie zajmuje powierzchnię 46,27 ha. Leży w granicach działalności Nadleśnictwa Ujsoły. Obejmuje podszczytowe partie góry Oszus (północno-zachodni stok), otoczone z trzech stron granicą państwa. Dzięki położeniu w niedostępnym miejscu, na wysokości od 925 m n.p.m. do 1147 m n.p.m., szata roślinna zachowała tu pierwotny charakter.
Na terenie rezerwatu dominującym zespołem jest buczyna karpacka (Dentario glandulosae-Fagetum); występuje także jodła, świerk i jawor. Wysokość wielu okazów drzew przekracza 40 metrów. Znajdziemy tu także rzadkie w skali żywiecczyzny zbiorowiska jaworzyny ziołoroślowej (Aceri-Fagetum) oraz najlepiej wykształcone w całym Żywieckim Parku Krajobrazowym zbiorowisko jaworzyny karpackiej (Sorbo-Aceretum carpaticum).
Na terenie rezerwatu stwierdzono występowanie 122 gatunków roślin naczyniowych, w tym wielu chronionych, jak storczyk plamisty, śnieżyczka przebiśnieg, tojad mocny, wawrzynek wilczełyko, widłak jałowcowaty, wroniec widlasty i in. Spośród rzadkich i zagrożonych gatunków ssaków występują tu m.in. niedźwiedź brunatny, ryś oraz wilk szary, zaś z ptaków głuszec, dzięcioł trójpalczasty oraz puchacz.